# Siegsdorf
Siegsdorf (im bair. Dialekt: „Siagsdorf“) ist eine Gemeinde und ein Pfarrdorf im Landkreis Traunstein in Oberbayern. 1934 wurde der Gemeindename Obersiegsdorf gleichzeitig mit der Eingemeindung von Untersiegsdorf amtlich in Siegsdorf geändert.

## Geografie

### Geografische Lage
Siegsdorf ist Sitz einer politischen Gemeinde und einer römisch-katholischen Pfarrei (frühere Wallfahrt zum geneigten Haupt). Nächste größere Stadt ist Salzburg, ca. 25 km östlich entfernt. Nahe Siegsdorf vereinigen sich die Rote Traun und die Weiße Traun zur Traun, die weiter über Traunstein und Altenmarkt fließt und in die Alz mündet.
Im Süden befinden sich die Ausläufer der Voralpen – hier des Hochfelln. Den höchsten Punkt der Gemeinde bildet der Zinnkopf mit 1227 m ü. NHN.

### Größere Orte
- Siegsdorf (Hauptort und heutiger Verwaltungssitz der Gemeinde Siegsdorf)
- Eisenärzt (zweitgrößter Ort und ehemaliger Verwaltungssitz der Gemeinde Eisenärzt)
- Hammer (drittgrößter Ort und ehemaliger Verwaltungssitz der Gemeinde Hammer)
- Vogling (viertgrößter Ort und ehemaliger Verwaltungssitz der Gemeinde Vogling)

### Gemeindegliederung
Es gibt 98 Gemeindeteile:
- Adlgastag
- Aich
- Aicher
- Aigen
- Alm
- Alzing
- Auli
- Aumann
- Bad Adelholzen
- Bernbichl
- Bichl
- Bucheck
- Daxa
- Daxbach
- Daxlberg
- Eisenärzt
- Embach
- Farnbichl
- Feichten
- Feilenreit
- Felln
- Frauenstätt
- Gastag
- Gerhartsreit
- Grünreit
- Hachau
- Hallaich
- Hammer
- Haunerting
- Häusern
- Hinterwelln
- Höll
- Holnstein
- Höpfling
- Hörgering
- Hub
- Knappenfeld
- Kohlbrenn
- Königswiesen
- Krutzling
- Kühleiten
- Lettengruben
- Linden
- Lindl
- Lohhäusl
- Mahd
- Maria-Eck
- Mauer
- Mauerriedl
- Meisau
- Molberting
- Mosen
- Obereck
- Obergalling
- Oberheutau
- Oberunterberg
- Oed
- Osterham
- Pattenau
- Paulfischer
- Plereit
- Prüll
- Reichhausen
- Rettenbach
- Reuten
- Rudhart
- Sankt Johann
- Scharam
- Scheiblegg
- Schöneck
- Schweinbach
- Siegsdorf
- Spatzreit
- Spirka
- Stein
- Tauernstein
- Thal
- Thalham
- Traundorf
- Unterberg
- Untereck
- Untergalling
- Unterheutau
- Venusberg
- Vitzthum
- Vogling
- Vorauf
- Vorderwelln
- Wagenau
- Wald
- Weiher
- Weitwies
- Wernleiten
- Wiese
- Wiesen
- Wimm
- Wolfsberg
- Zuhausen

Es gibt die Gemarkungen Eisenärzt, Hammer, Haslach (Gemarkungsteil 0), Hochberg (GT 0), Obersiegsdorf, Untersiegsdorf und Vogling.

## Geschichte

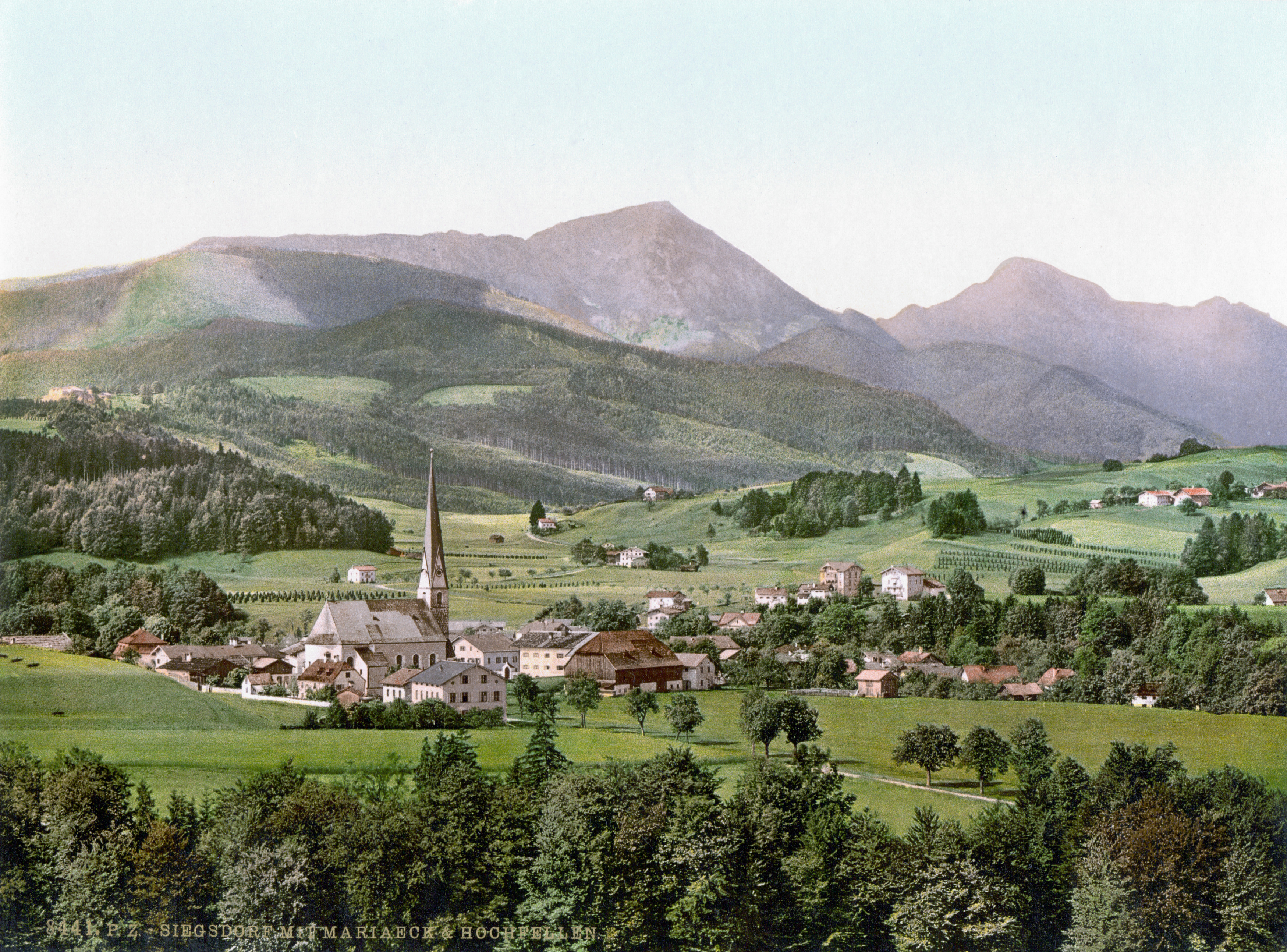
Siegsdorf um 1900

### Bis zum 19. Jahrhundert
Siegsdorf wird um 1120 erstmals schriftlich genannt. Im Mittelalter spielte Eisenerzbergbau, insbesondere in den heutigen Gemeindeteilen Eisenärzt und Hammer, eine wichtige Rolle. Durch das Gemeindegebiet verlief ein Salzsäumerweg von Reichenhall nach Traunstein, der erst um 1590 zur Salzstraße ausgebaut wurde. Seit 1618 führte die Soleleitung von Reichenhall nach Traunstein und ab 1809 nach Rosenheim entlang der Roten Traun über Hammer (Brunnhaus) und Siegsdorf (Brunnhaus). Die spätgotische Pfarrkirche „Mariä Empfängnis“ wurde 1779 barockisiert und mit einem großflächigen Deckengemälde des Trostberger Malers Franz Soll versehen.
Durch das Gemeindeedikt von 1818 wurden die Gemeinden Obersiegsdorf und Untersiegsdorf gebildet. 1896 wird Siegsdorf an die Eisenbahn angeschlossen.

### 20. Jahrhundert
Am 17. August 1936 reicht der erste Bauabschnitt der Reichsautobahn (Strecke 47) von München bis Siegsdorf.
Am 1. April 1934 wurde der Gemeindename Obersiegsdorf gleichzeitig mit der Eingemeindung von Untersiegsdorf amtlich in Siegsdorf geändert.

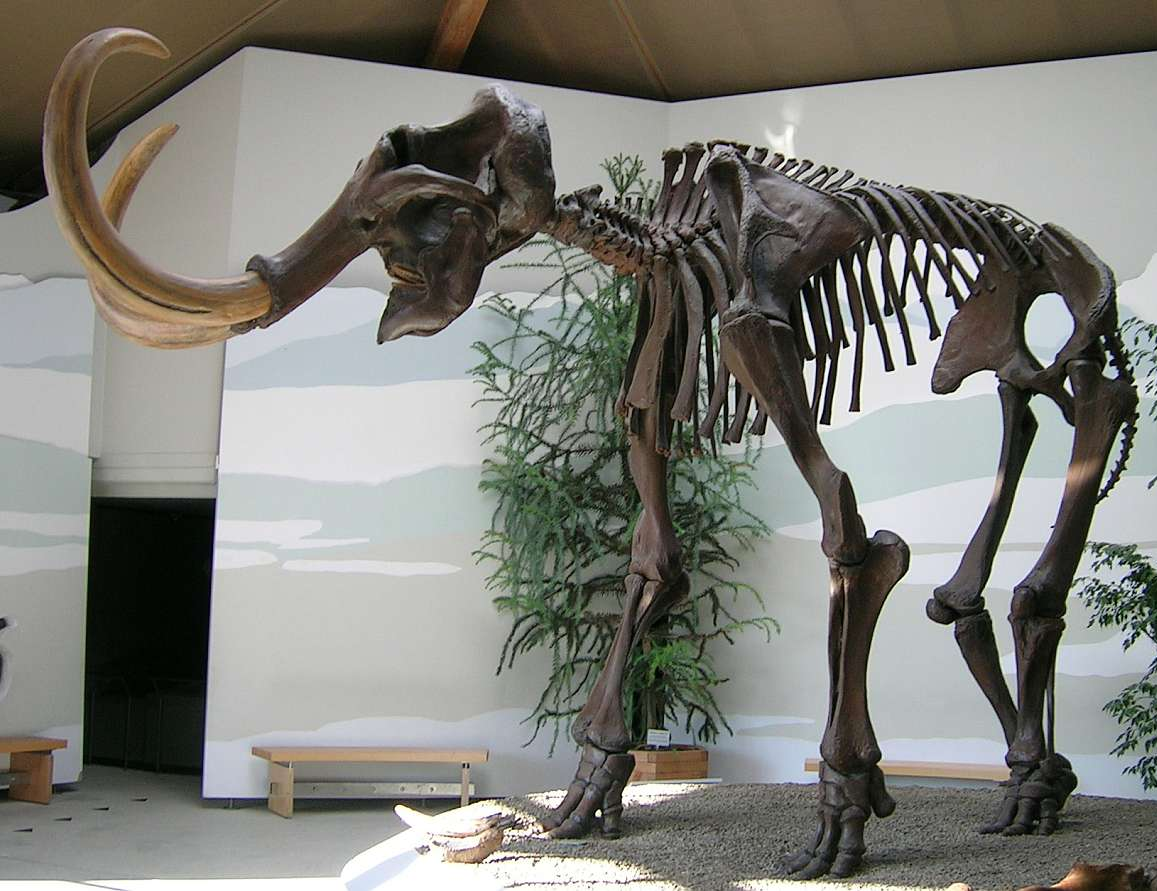
Siegsdorfer Mammut

Am 11. Oktober 1975 entdeckte und barg der damals 16-jährige Schüler Bernard Raymond von Bredow in einem Bachbett bei Siegsdorf (im Gemeindeteil Höpfling) eines der größten Mammutskelette der Welt. In die Schlagzeilen geriet Siegsdorf 1985, als Bredow seinen Mammutfund mit dem Filmemacher Ulli Weißbach veröffentlichte. Der Fund war Anlass, in Siegsdorf 1991 das Mammutheum und 1995 das Südostbayerische Naturkunde- und Mammut-Museum zu errichten.

### Eingemeindungen durch die Gebietsreform in Bayern
Am 1. Januar 1972 wurde die Gemeinde Eisenärzt eingegliedert. Am 1. Juli 1972 kamen Vogling sowie der südliche Teil der aufgelösten Gemeinde Hochberg hinzu. Am 1. Mai 1978 fand die Gemeindegebietsreform ihren Abschluss durch den freiwilligen Anschluss der Gemeinde Hammer und des südöstlichen Teils der Gemeinde Haslach.

### Einwohnerentwicklung
Zwischen 1988 und 2018 wuchs die Gemeinde von 7277 auf 8355 um 1078 Einwohner bzw. um 14,8 %.
| Jahr      | 1840 | 1900 | 1925 | 1939 | 1950 | 1961 | 1970 | 1987 | 2011 | 2016 |
| Einwohner | 2233 | 2835 | 3354 | 4057 | 6140 | 5648 | 6020 | 7219 | 8099 | 8382 |

## Politik

### Gemeinderat und Bürgermeister
Die Gemeinderatswahlen 2014 führten zu folgenden Ergebnissen:
| Jahr | Partei/Liste  | CSU    | SPD    | GRÜNE  | UWG *  | Gesamt |
| ---- | ------------- | ------ | ------ | ------ | ------ | ------ |
| 2020 | Sitze         | 7      | 3      | 3      | 7      | 20     |
| 2014 | Stimmenanteil | 32,6 % | 13,1 % | 18,5 % | 35,8 % | 100 %  |
| 2014 | Sitze         | 7      | 2      | 4      | 7      | 20     |

Zum Ersten Bürgermeister wurde ab 1. Mai 2008 Thomas Kamm (UWG) gewählt. Er wurde am 16. März 2014 und am 15. März 2020 (78,37 %) wieder gewählt.

### Gemeindepartnerschaften
Partnergemeinden sind Pfunders in Südtirol (Italien), Venusberg im Erzgebirge im deutschen Bundesland Sachsen und Daone im Trentino (Italien).

## Wappen
|                         | Blasonierung: „Geteilt durch den Umriss eines Zweibergs von Blau und Silber; oben eine flache silberne Schale mit Fuß, unten gekreuzt ein blauer Schmiedehammer und ein blaues Griesbeil.“ |
| Wappenführung seit 1963 | |

Wappen der Gemeinden, die im Zuge der Gebietsreform in Bayern eingegliedert wurden:

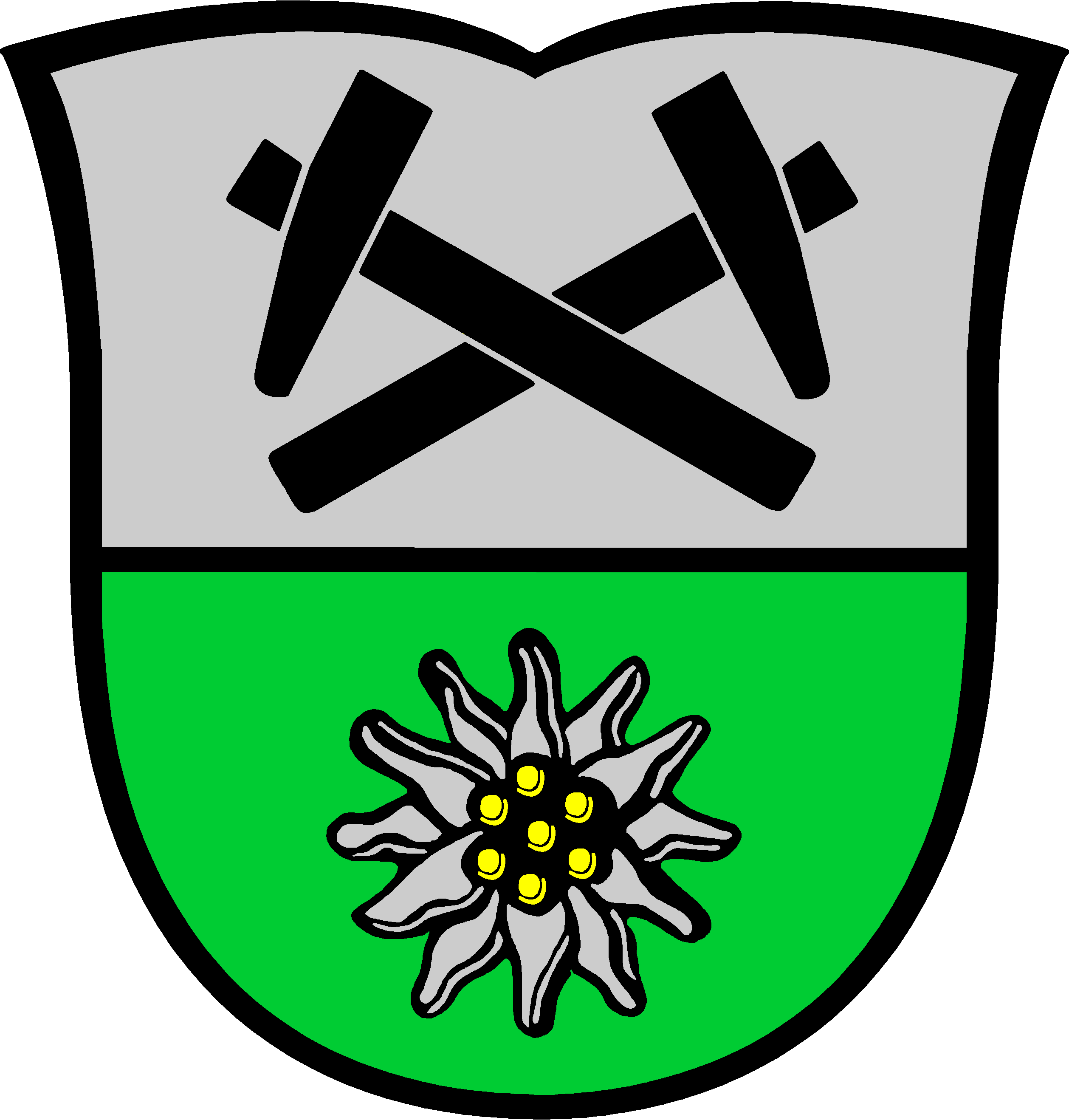
Eisenärzt
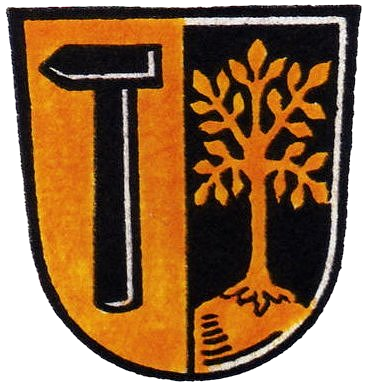
Hammer

## Kultur und Sehenswürdigkeiten

### Museen
- Mammutheum
- Südostbayerisches Naturkunde- und Mammut-Museum Siegsdorf

### Bauwerke

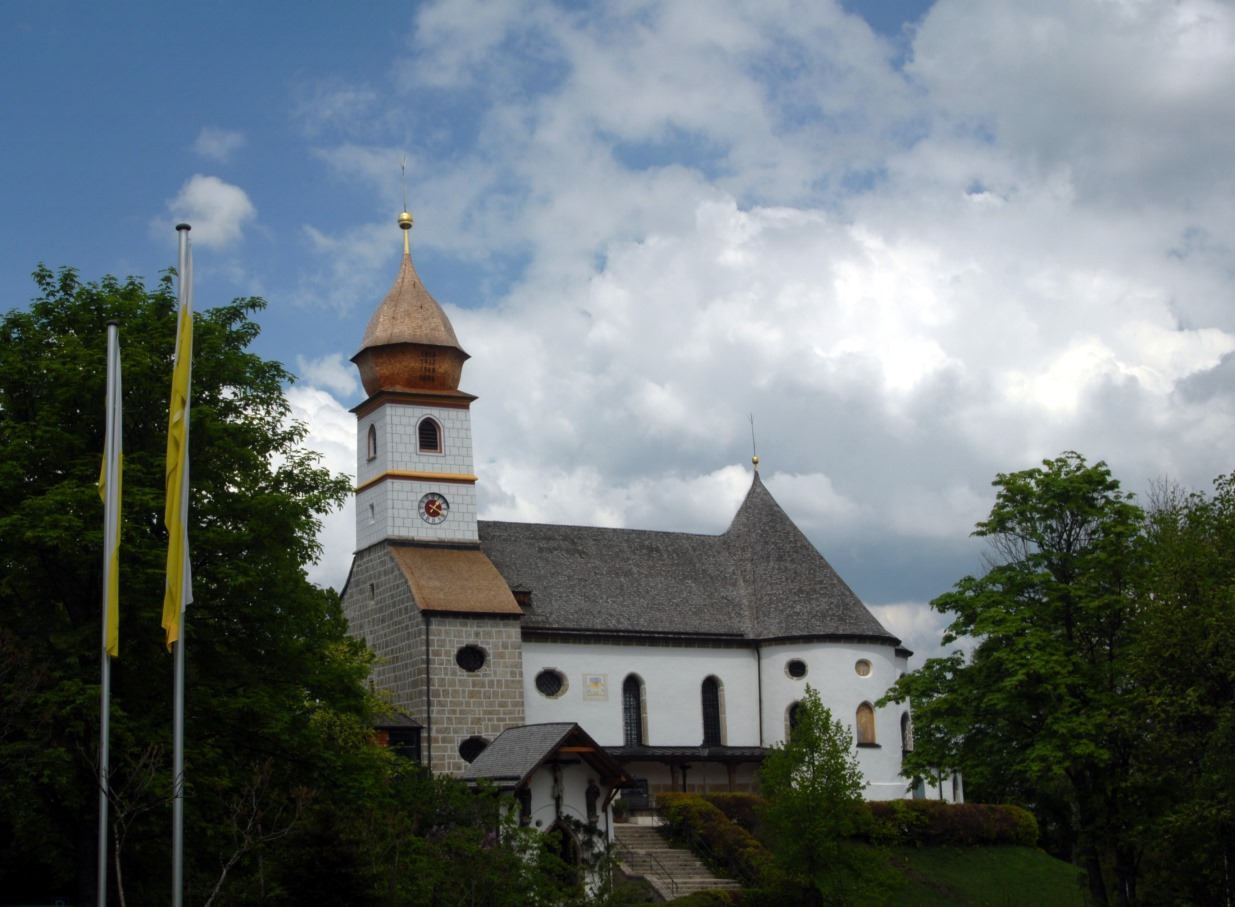
Wallfahrtskirche Maria Eck

Es gibt 18 Baudenkmäler in der Gemeinde.
- Wallfahrtskirche, Kapelle und Kloster Maria Eck
- Pfarrkirche Mariä Empfängnis
- Schwesternheim Bad Adelholzen
- Kirche St. Rupertus Hammer
- Katholische Filialkirche St. Johannes der Täufer in Sankt Johann

## Wirtschaft und Infrastruktur

### Verkehr
Siegsdorf liegt direkt an der A 8 von München nach Salzburg und kann über die Ausfahrten Siegsdorf-West (AS 111) oder Traunstein/Siegsdorf-Ost (AS 112) angefahren werden. Östlich des Hauptortes verläuft die Bundesstraße 306 (Traunstein ↔ Inzell). Außerdem liegt Siegsdorf an der Bahnstrecke Traunstein–Ruhpolding.
Bad Adelholzen und Siegsdorf liegen am Bodensee-Königssee-Radweg, welcher in Lindau beginnt und zum Königssee bei Berchtesgaden führt.

### Ansässige Unternehmen
Die Gemeinde lebt von Kleingewerbe und Handwerk, mittleren Industriebetrieben sowie teilweise vom Fremdenverkehr und von der Landwirtschaft. Das Anlagenbauunternehmen Brückner Group hat seit 1960 einen Standort in Siegsdorf. Über die Region hinaus bekannt sind die beiden Mineralwasserbrunnen Adelholzener Alpenquellen und Siegsdorfer Petrusquelle.

### Bildung
Siegsdorf besitzt die Volksschule Siegsdorf, untergliedert in Grund- und Mittelschule mit insgesamt ca. 500 Schülern in 21 Klassen und 33 Lehrkräften. Eine Pfarr- und Gemeindebücherei befindet sich im Gebäude der Gemeindeverwaltung. Außerdem gibt es eine Außenstelle der VHS Traunstein.

## Persönlichkeiten

### Söhne und Töchter der Gemeinde
- Franz Xaver Huber (1769–1842), Forstmann, geboren in Hammer
- Alois Irlmaier (1894–1959), Hellseher, Endzeit-Visionär, u. a. Vision des Dritten Weltkriegs bzw. Apokalypse
- Matthias Engelsberger (1925–2005), Politiker (CSU); gehörte von 1969 bis 1990 dem Deutschen Bundestag an
- Peter Angerer (* 1959), ehemaliger Biathlet
- Bernard von Bredow (1959–2021), Weltreisender und Urzeitforscher; Entdecker des Siegsdorfer Mammutskeletts
- Christian Gerhartsreiter (* 1961), ein in den USA wegen Mordes inhaftierter deutscher Hochstapler, der als Clark Rockefeller bekannt wurde
- Markus Eisenbichler (* 1991), Skispringer

### Persönlichkeiten mit Verbindungen zur Gemeinde
- Alfred Kliegl (1877–1953), Professor für pharmazeutische Chemie in Tübingen, besaß ein Haus in Siegsdorf (Villa Trauneck) und starb dort.
- Ernst von Salomon (1902–1972), Schriftsteller, erlebte 1945 das Kriegsende in Siegsdorf und berichtete davon in seinem Buch Der Fragebogen.
- Marianne Hoppe (1909–2002), Schauspielerin, verbrachte hier ihre letzten Jahre und starb hier.
- Jimmy Carl Black (1938–2008), US-amerikanischer Schlagzeuger, lebte seit den 1990er Jahren hier und verstarb auch hier.
- Sepp Ferstl (* 1954), ehemaliger deutscher Skirennläufer, lebt hier.

## Wissenswertes über Gemeindeteile

### Vorauf
Vorauf ist eine Feriensiedlung, die Anfang der 1970er Jahre entstand. Typisch ist die „Vogelhaus“-Architektur vieler Gebäude, von denen die meisten in Südhanglage gebaut wurden.
Das Ferienparkgebiet selbst besteht aus drei Teilen: Feichten, Mosen und dem eigentlichen Vorauf. Im Ferienpark gibt es die für Urlauber typischen Einrichtungen, wie eine Minigolfanlage, Tischtennisplatte, Tennisplatz. Früher gab es auch ein Speiserestaurant, ein kleines Hallenbad und eine Sauna, welche aber derzeit geschlossen und als abrissreif zu bezeichnen sind. Des Weiteren gab es ein Gestüt, wo Pferde gemietet werden konnten. Ob dies heute noch möglich ist, ist unklar. Der alte Reitstall ist 2006 am gleichen Tag unter der Last der Schneemassen zusammengebrochen wie die Eissporthalle im 30 km entfernten Bad Reichenhall.
Im Gebiet Vorauf leben nur 200 Personen, während es ca. 500 Ferienhäuser unterschiedlicher Größe gibt. Durch die Abnahme des Massentourismus in der Region gibt es nicht mehr dieselbe Palette der Versorgung wie früher
Beispielsweise existiert der Dorfladen, der über 30 Jahre lang Gäste mit Lebensmitteln versorgt hat, nicht mehr. Stattdessen muss nach Wernleiten, Siegsdorf, Traunstein oder nach Neukirchen a. Teisenberg gefahren werden.
Problematisch für den Ferienpark ist auch die ungeklärte Wohnsituation. Manche Leute leben lange Zeit ihres Lebens in dem Ferienpark und sind als „Alteingesessene“ offiziell Einwohner des Ferienparks und damit der Gemeinde.
Neu hinzugezogene oder Feriengäste dürfen hingegen die Wohnungen nur zum Zwecke des Urlaubes, nicht aber als Dauerwohnstätte nutzen.
Der Ferienpark wird mehrheitlich von Gästen aus dem (ober)bayerischen Raum genutzt, da viele der Hausbesitzer aus diesem Raum stammen und sie an Freunde, Verwandte oder Touristen vermieten.
Ebenfalls kommen Gäste aus dem In- und Ausland.